# Hôtel Drouot

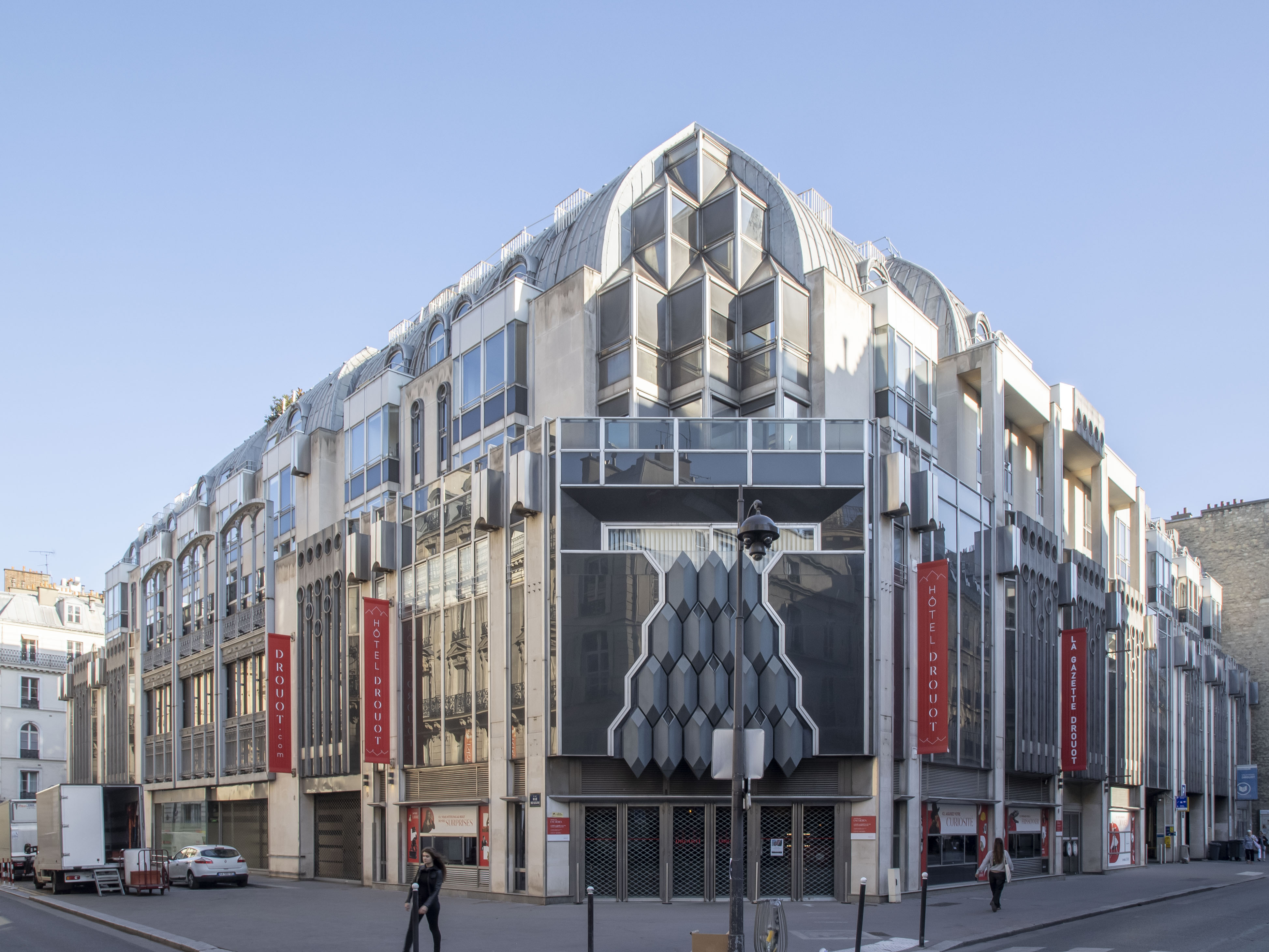
Das heutige Gebäude des Hôtel Drouot

Das Hôtel Drouot ist ein großes Auktionshaus in Paris, das unter anderem Kunstwerke, Schmuck, Antiquitäten, Bücher, Luxusbekleidung und Jahrgangsweine versteigert. Drouot S.A ist die Aktiengesellschaft, die das Hôtel Drouot betreibt und der sich 74 Versteigerer angeschlossen haben.
Der Hauptsitz liegt in der 9, rue Drouot im 9. Arrondissement, genannt Drouot-Richelieu, er umfasst 16 Ausstellungshallen. Weitere Versteigerungen finden in den Dependancen 12-Drouot, Drouot-Montmartre und Drouot-Véhicules statt.
Die wöchentlich erscheinende Gazette de l’Hôtel Drouot informiert über die Angebote und Resultate der Versteigerungen.

## Geschichte

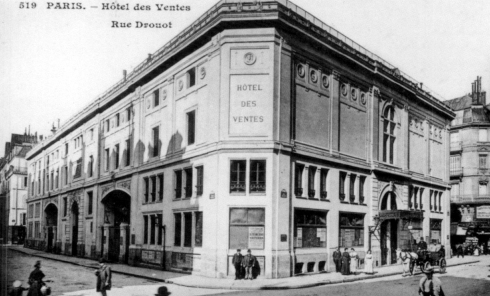
Hôtel des ventes de Drouot, 1852

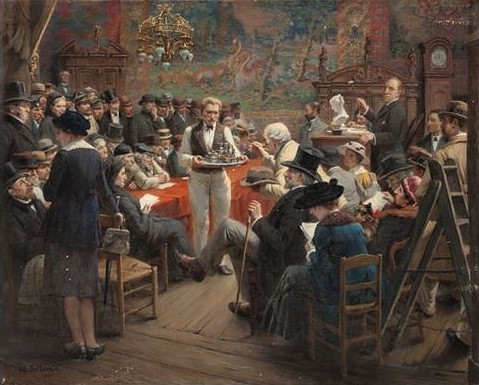
Albert Bettannier: Auktion im Hôtel Drouot, 1921

Das Hôtel Drouot wurde am 1. Juni 1852 von der Compagnie des commissaires-priseurs gegründet. Die Straße, in der das Gebäude liegt und nach der es benannt wurde, bezieht sich auf den Grafen Antoine Drouot. Seit 1921 hat Frankreich ein Gesetz, das dem Staat erlaubt, Meistbietende zu substituieren, um so insbesondere den Export von Kunst ins Ausland zu verhindern. Zahlreiche Werke gelangten so vom Hôtel Drouot direkt in die angesehensten Museen.
In den Jahren 1976 bis 1980 wurde das bestehende Gebäude abgerissen und nach den Plänen von Jean-Jacques Fernier und André Biro neu erbaut. Während der Bauzeit fanden die Versteigerungen im früheren Gare d’Orsay statt, dem heutigen Kunstmuseum. Seit 1999 informieren in jeder der drei Etagen Monitore über die Ausstellungen und laufenden Versteigerungen.
Das Pariser Hôtel Drouot war lange Zeit das wichtigste Zentrum weltweit für die Versteigerung von Kunstwerken. In der Gegenwart nehmen diese Position die international agierenden britischen Auktionshäuser Sotheby’s und Christie’s ein. Am 10. Juli 2000 war das seit langer Zeit bestehende Monopol, dass in Frankreich stattfindende Auktionen nur im Hôtel Drouot abgehalten werden dürfen, durch einen Gerichtsbeschluss gefallen.
Das größte Auktionshaus in Frankreich hat täglich rund 5000 Besucher und zählt jährlich etwa Verkäufe von 600.000 Objekten. Die Auktionen werden täglich von 14 bis 18 Uhr außer Sonntag abgehalten.

## Auktionen (Auswahl)

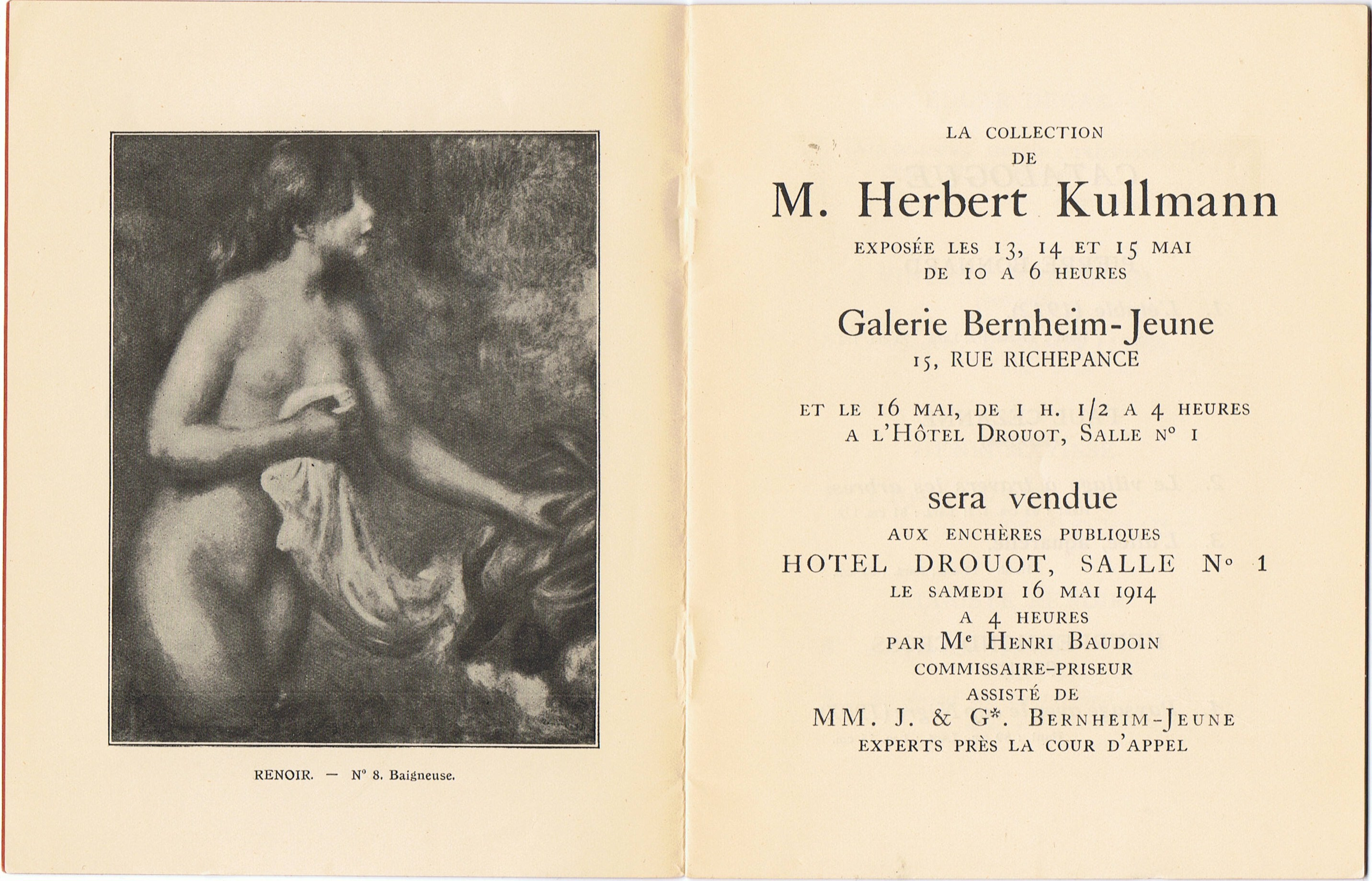
Frontispiz des Katalogs einer Auktion im Mai 1914. Es zeigt Renoirs Baigneuse von 1895.

Im Verlauf der Geschichte kam immer wieder auch koloniale Kriegsbeute unter den Hammer. So ließ der Colonel Dupin 1862 hier sein Plündergut aus dem Alten und Neuen Sommerpalast in Peking versteigern, das ihm der Zweite Opiumkrieg eingebracht hatte. Mengenmäßig überbot ihn der pensionierte Offizier de Negroni 1864, der verkaufsfördernd dazu das Buch Souvenirs de la campagne de Chine veröffentlichte und allein in der Kategorie Chinesisches Porzellan fast 500 Stück anbot. Eugène Boban brachte hier große Mengen Raubkunst aus der französischen Intervention in Mexiko (1861–1867) zum Verkauf. Außereuropäische Gegenstände (auch aus Zwangsverkäufen) gelangten so auch aus Algerien, Neukaledonien, Tahiti oder dem Kongo in das Auktionshaus.
Bekannte Verkäufe waren unter anderem Gemälde aus den Ateliers von Eugène Delacroix und Ingres (1864, 1867), Gemälde aus dem Nachlass von Gustave Courbet (1881), der Nachlass von Édouard Manet (1884), die Sammlung der Brüder Goncourt (1897), das Atelier von Edgar Degas, die Erinnerungs- und Schmuckstücke des Zaren Alexander II. Aus jüngerer Zeit zählen der Nachlass von Fürstin Soraya, Brassaï und Marcel Marceau (2009), die Sammlung Jacques Prévert (Juni 2010) sowie Erinnerungsstücke und Strohhüte von Maurice Chevalier (Dezember 2013) zu den bekannten Verkäufen.
Der Nachlass des französischen Surrealisten André Breton wurde im April des Jahres 2003 versteigert, Näheres findet sich im Artikel über Breton.